# Жученко Павло Данилович
Павло Данилович Жученко (12 липня 1905, Чернянка — 21 лютого 1965, Київ) — радянський офіцер, Герой Радянського Союзу, в роки радянсько-німецької війни командувач артилерією 52-го стрілецького корпусу 40-ї армії Воронезького фронту, полковник.

## Біографія
Народився 12 липня 1905 року в слобідці Чернянка Новооскільського повіту (нині селище міського типу Бєлгородської області), в селянській родині. Українець..Член КПРС з 1926 року. Освіта неповна середня. Був секретарем повітового комітету комсомолу міста Новий Оскіл Бєлгородської області.
У 1922 році призваний до лав Червоної Армії. У 1927 році закінчив Одеську артилерійську школу, в 1941 році — два курси Військової академії імені М. В. Фрунзе. У боях радянсько-німецької війни з червня 1941 року. Воював на Карельському, Волховському, Воронезькому, 1-му Українському фронтах, брав участь у боях під Ленінградом, на Курській дузі.
У вересні 1943 року полковник П. Д. Жученко був призначений командувачем артилерією 52-го стрілецького корпусу 40-ї армії. Коли корпус вийшов до Дніпра і 21 вересня 1943 року почали переправу на правий берег, полковник П. Д. Жученко у винятково важких умовах при гострій нестачі плавальних засобів і під вогнем противника вміло організував переправу артилерійських частин і підрозділів, завдяки чому вся артилерія з'єднань корпусу протягом трьох днів була переправлена на правий берег і поставлена на бойові позиції.
З 23 вересня до 16 жовтня 1943 року полковник П. Д. Жученко вміло керував вогнем артилерійських груп, що відбивали ворожі контратаки, сприяючи тим самим утриманню і розширенню військами корпусу Букринського плацдарму на правому березі річки.
Указом Президії Верховної Ради СРСР від 24 грудня 1943 року за мужність і героїзм, проявлені при форсуванні Дніпра і утриманні плацдарму полковнику Павлу Даниловичу Жученку присвоєно звання Героя Радянського Союзу з врученням ордена Леніна і медалі «Золота Зірка» (№ 1984).

Могила Павла Жученка

Після закінчення війни продовжував службу в армії. У 1952 році закінчив академічні курси при Військовій артилерійської академії. З 1964 року полковник П. Д. Жученко — в запасі. Жив у Києві. Помер 21 лютого 1965 року. Похований у Києві на Лук'янівському військовому кладовищі.

## Нагороди
Нагороджений орденом Леніна, двома орденами Червоного Прапора, двома орденами Червоної Зірки, орденом Вітчизняної війни 2-го ступеня, медалями.